# VSIG2
VSIG2‏ (V-set and immunoglobulin domain containing 2) هوَ بروتين يُشَفر بواسطة جين VSIG2 في الإنسان.